# ランデ・ヴー (ジェーン・バーキンのアルバム)
『ランデ・ヴー』（Rendez-vous）は、ジェーン・バーキンが2004年に発表したアルバム。

## 解説
様々な国の大物歌手とのデュエット・ソングを収録している。本作には英語詞の楽曲も5曲含まれている。「カナリー・カナリー」は井上陽水のアルバム『LION & PELICAN』（1982年）収録曲「カナリア」の英語ヴァージョンで、バーキンが英語で歌い、井上がオリジナルの日本語詞を朗読している。初回限定盤および日本盤には、ボーナス・トラック2曲が追加収録されている。
本作の音作りで中心的な役割を果たしたゴンザレスは、本作制作の合間に録音したピアノ演奏を、自己名義のアルバム『ピアノ・ソロ』（2005年）として発表した。

## 収録曲
1. 私はジェーン - "Je M'Appelle Jane" (Mickaël Furnon) - 3:29
  - ミッキー (3D)とのデュエット
2. 許さない - "T'As Pas le Droit d'avoir Moins Mal Que Moi" (Jacques Duvall, J.N. Chaleat) - 4:11
  - アラン・シャンフォーとのデュエット
3. イン・エヴリ・ドリーム・ホーム・ア・ハートエイク - "In Every Dream Home a Heartache" (Brian Ferry) - 4:10
  - ブライアン・フェリーとのデュエット
4. パレ・ロワイヤル - "Palais Royal" (Jay Alanski, J.N. Chaleat, Alain Chamfort) - 3:40
  - アラン・スーションとのデュエット
5. インフルエンザ - "La Grippe" (Brigitte Fontaine, Jacques Higelin) - 2:40
  - エティエンヌ・ダオとのデュエット
6. ストレンジ・メロディ - "Strange Melody" (Beth Gibbons) - 3:49
7. オ・レオンジーニョ〜小さなライオン - "O Leaozinho" (Caetano Veloso) - 3:18
  - カエターノ・ヴェローゾとのデュエット
8. 恋の真似ごと - "Pour un Flirt Avec Toi" (Michel Delpech, Roland Vincent) - 3:10
  - ミオセックとのデュエット
9. ザ・シンプル・ストーリー - "The Simple Story" (Feist, Gonzalez) - 3:53
  - ファイストとのデュエット
10. 覚えてる? - "Te Souviens-Tu ?" (Manu Chao) - 2:35
  - マヌ・チャオとのデュエット
11. スマイル - "Smile" (Brian Molko, Rachel Borkett) - 3:39
  - ブライアン・モルコとのデュエット
12. 時をこえて - "Surannée" (Benjamin Biolay, Keren Ann Zeidel) - 2:31
  - フランソワーズ・アルディとのデュエット
13. カナリー・カナリー - "Canary Canary" (Yosui Inoue) - 4:43
  - 井上陽水とのデュエット
14. 今こそ私を呼んで - "Chiamami Adesso" (Paolo Conte) - 2:51
  - パオロ・コンテとのデュエット

### ボーナス・トラック
1. ポール・バイユ - "Port-Bail" (Alain Souchon) - 2:23
2. カナリー・カナリー〜東京ヴァージョン - "Canary Canary (version Tokyo)" (Yosui Inoue) - 4:54
  - 井上陽水とのデュエット